# 七緒はるひ
七緒 はるひ（ななお はるひ、1973年2月11日 - ）は、日本の女性声優、歌手。スチール・ウッド・ガーデン所属（業務提携）。旧芸名は寺田 はるひ（てらだ はるひ）。

## 来歴
成城学園中学校高等学校、成城大学文芸学部マスコミュニケーション学科卒業。
小学生の頃はバドミントン部に入りたかったが、人数制限があったため演劇部に入る。これをきっかけとして演技の道に進みはじめるが、本格的に声優を意識しはじめたのは、大学時代に友達から声優という職業を教えられて興味を持ってから。同級生に映画監督の深作欣二の息子で映画監督、演出家の深作健太がいる。深作の自主制作映画に出演し、演技の面白さに目覚める。深作の母で女優の中原早苗の個人事務所に所属しており、Vシネマにも出演していた。
大学卒業後は色々な劇団の養成所を受けて、文学座附属演劇研究所に入所。同付属演劇研究所卒業後、雑誌で見付けていた声優オーディションを受けて、サンミュージックプロダクションに所属。その後、81プロデュースに所属していた。
2019年1月18日、2018年12月に結婚したことを自身のTwitterで発表した。

## 人物
特技は手話。書道4段を所持している。
父はレーサーの寺田陽次郎である。母は元タレント、リポーター。両親の離婚に伴い、寺田と離縁し、芸名を「七緒はるひ」に改めたことを2014年5月30日に自身のTwitterで発表した。
番組進行能力に関しては、賑わし役となることが多い。かつてCSアニマックスで放送された情報番組『AX情報局』では、同じ声優の折笠富美子と共に司会だったが、寺田の台本には自身の台詞がほとんどなく「ここで盛り上げて」というようなト書きしか無かった。
歌を歌う事が好きで、過去にも数曲CD化がされている。
芝居は2年に1回ペースで参加しており、おばさん役から先生役・ヒロイン役・女優役に至るまで幅広く演じている。
映画『バトル・ロワイアル』にボイストレーニング担当として参加したことがある。同作品のプロデューサーであり脚本を担当した深作健太が同じ大学の同期の友人であり、家族ぐるみの交流があったために声がかかり実現したとのことである。
トライネットエンタテインメントの大宮三郎プロデューサーと飯塚康一音響監督がかつてケイエスエスに在籍していた頃に、同社および関連会社であるピンクパイナップルの作品でオープニング曲やエンディング曲を歌うことがあった。また同社のアンテナショップだったソフトガレージ五反田店の公式サイトなどで他の声優と共にコーナーを持っていたことがあり、そのサイト内の公式掲示板にて最新情報を書くことも多くコーナーを持つ声優と呼ばれている中ではそのざきみえに次ぐ出現率とされている。そのざきとは生年月日が4日違い（そのざきが4日早い）で、互いのお芝居には都合があえば観覧に行く仲である。また、この縁でイベントにも数多く出演し、これを機会に知り合った声優も多い。
以前は同人作家活動もしており、ソフトガレージ五反田店の同人企画である「西五反田フォークキャンプ（NGFC）」のメンバーとして、現在では入手不可能な同人誌も数冊出ている。
チェンバースレコードのプロデューサーであり同社提供の音泉の番組に出てくるスパイシーも、当時在籍していたソフトガレージのイベントおよび取材などでも交流があった。
こやまきみことはサンミュージックプロダクションでの同期。仲の良い声優は他に吉田小百合、大畑伸太郎、神尾晋一郎などがいる。

## 出演
太字はメインキャラクター。

### テレビアニメ
1998年
- おじゃる丸（1998年 - 、おじゃる丸の母上、小町ママ、金ママ、一二三、星野ママ〈3代目〉、サリー、ビアンカ、貧カワ人形、てんとう虫 他）
  - おじゃる丸スペシャル「わすれた森のヒナタ」（2015年、ヒナタ母）

- こちら葛飾区亀有公園前派出所（1998年 - 2004年、ファニー、栗原やよい、屯田署長の妻、角田ひろみ〈3代目〉）
- 超特急ヒカリアン（つばさ〈2代目〉、ドジラス〈2代目〉、未知アンナ、ふじ、サンダーバード）
- 発明BOYカニパン（パスタ、秘書）
- ビーストウォーズII 超生命体トランスフォーマー（1998年 - 1999年、ナビちゃん）
- ひみつのアッコちゃん第3期（サチ子）
- ふたり暮らし（大見江遥、幸面者姉代 他）

1999年
- 金田一少年の事件簿（1999年 - 2000年、女性B、竹中亜弓、朝木時雨、坂本裕子）
- GTO（桃井）
- デジモンアドベンチャー（パンプモン）

2000年
- 最遊記シリーズ（2000年 - 2017年、秋華、ミント、玲） - 3シリーズ
- とっとこハム太郎（ナースちゃん、プリティーちゃん）
- ビックリマン2000（保護観音）
- メダロット魂（シラユキ）
- 遊☆戯☆王デュエルモンスターズ（孔雀舞）
- ONE PIECE（2000年 - 2004年、ピーマン、ディップ、子供B）

2001年
- しあわせソウのオコジョさん（ナレーション）
- それいけ!アンパンマン（2001年 - 2022年、ビクビクちゃん、しんじゅ姫・アコヤ〈3代目〉）
- デジモンテイマーズ（アイ、子供姉）
- Dr.リンにきいてみて!（裕実の母）
- フルーツバスケット（草摩佳菜、杞紗の母親）

2002年
- デジモンフロンティア（水の闘士ラーナモン / カルマーラモン）
- テニスの王子様（亜久津優紀）
- 東京アンダーグラウンド（ルリ・サラサ、サラサ）
- 満月をさがして（佐々木）
- ポケットモンスター サイドストーリー（ムツコ）
- ボンバーマンジェッターズ（2002年 - 2003年、ルーイ、ヒロシ、桃さん　、　プリティボンバー）
- わがまま☆フェアリー ミルモでポン!（メイク係）

2003年
- 明日のナージャ（ラインハルト夫人）
- 一騎当千（賈詡）
- ギャラクシーエンジェル（第3期）（ハリーの妻）
- 京極夏彦 巷説百物語
- 金色のガッシュベル!!（ジェム、ワイフ〈中田鯖江〉、カーズ、ユン）
- ストラトス・フォー（ST・オペレーターB）
- ぷちぷり*ユーシィ（園児A）
- ポケットモンスター アドバンスジェネレーション（マグマ団員）

2004年
- アガサ・クリスティーの名探偵ポワロとマープル（グレイス）
- R.O.D -THE TV-（はるひのマネージャー）
- GIRLSブラボー first season（武装メイドB）
- 今日からマ王!（ニナ）
- 恋風（女性客B、女子高生）
- ごくせん（母親）
- SAMURAI 7（シカ）
- ゾイドフューザーズ（リーリン）
- 天上天下（五十鈴絵美）
- NARUTO -ナルト-（綱手〈幼少時代〉）
- 花右京メイド隊 La Verite（紫皇院の部下）
- モンキーターン（女性ファン）

2005年
- ああっ女神さまっ（ウグイス嬢）
- あまえないでよっ!!（2005年 - 2006年、為我井さくら） - 2シリーズ
- エレメンタル ジェレイド（イヴ〈プリエイル・ヴェルン〉）
- かみちゅ!（委員長）
- ガラスの仮面（山下杉子）
- 地獄少女（涼子の母親）
- バジリスク 〜甲賀忍法帖〜（侍女）
- ふしぎ星の☆ふたご姫（カメリア、ミセス・バタフライ、ナルロ）
- ふたりはプリキュア Max Heart（洋館の少年、野々宮、マキ、九条明）
- ビューティフル ジョー（女性キャスター）
- BLOOD+
- マシュマロ通信（アンナ）
- 蟲師（蟲、女）
- MONSTER（少年D、子供D、イジー）

2006年
- エア・ギア（巻上イネ、南樹〈少年時代〉）
- 牙 -KIBA-（モーリマ）
- ギャラクシーエンジェる〜ん（温泉くん）
- ケロロ軍曹（ムルー・カニンガム、小学生、女）
- ゴーストハント（森下典子）
- 少年陰陽師（竜鬼、空木）
- デジモンセイバーズ（ピヨモン）
- ふしぎ星の☆ふたご姫 Gyu!（カメリア）
- 無敵看板娘（若菜の母）
- 夢使い（青森夕子）
- 夜明け前より瑠璃色な-Crescent Love-（鷹見沢春日）
- RED GARDEN（ケイトの母）
- ワンワンセレプー それゆけ!徹之進（ビクトリア、犬山薫子、10番）

2007年
- エル・カザド（修道女A）
- 銀魂（お房）
- 人造昆虫カブトボーグ V×V（シオリ）
- デルトラクエスト（シャーン）
- 天元突破グレンラガン（シベラ・クトー）
- ヒロイック・エイジ（おかあさん）
- メイプルストーリー（ハープ、ネッキョ）
- ゆめだまや奇談（母親）

2008年
- テレパシー少女 蘭（典子）
- のらみみ（サト司）
- ひだまりスケッチ×365（女将）
- 秘密 〜The Revelation〜（野島千春）
- ペンギンの問題（2008年 - 2011年、松浦先生、岡本エミリー、193号、ライパン 他） - 3シリーズ
- みなみけ（2008年 - 2013年、熊田先生） - 3シリーズ
- ロザリオとバンパイア（青野かすみ） - 2シリーズ

2009年
- VIPER'S CREED（女子アナウンサー、ハルキの母、滝山アナウンサー）
- エレメントハンター（アナウンサーB）
- 空中ブランコ（池山仁美）
- クレヨンしんちゃん（2009年 - 、よしなが先生〈2代目〉、飼い主、お姉さんB）
- シャングリ・ラ（義弘、妻、女官A、女囚B、オペレーター、メイド）
- NARUTO -ナルト- 疾風伝（のはらリン、綱手〈少女時代・幼少期〉）
- ミラクル☆トレイン〜大江戸線へようこそ〜（母親）
- 名探偵コナン（2009年 - 2023年、林薫、紺野純夏、檜垣ミツル、友里朝子、戸崎響子、湯船沢郷子）
- リストランテ・パラディーゾ（オルガ）

2010年
- ご姉弟物語（空港係員A、記者）
- スティッチ! 〜ずっと最高のトモダチ〜（極悪クィーン3位）

2011年
- クロスファイト ビーダマン（2011年 - 2012年、カケルの母）
- C（羽奈日の母）
- 爆丸バトルブローラーズ ガンダリアンインベーダーズ（ファビア）
- みつどもえ 増量中!（ジャマーラ、海江田先生）

2012年
- GON -ゴン-（ウィテカー）
- ドラえもん（テレビ朝日版第2期)（2012年 - 2015年、王女、餃子妻）
- トリコ（弟）
- ぴっちぴち♪しずくちゃん（ママ、シャンプー姉さん）

2013年
- すすめ!キッチン戦隊クックルン（イラッキン）
- 探検ドリランド（ジェルマ）
- Fate/kaleid liner プリズマ☆イリヤ（2013年 - 2016年、セラ） - 4シリーズ

2014年
- 愛・天地無用!（阿重霞）
- 星刻の竜騎士（アンジェラ・コーンウェル）
- Fate/stay night [Unlimited Blade Works]（2014年 - 2015年、セラ） - 2シリーズ
- フューチャーカード バディファイト（2014年 - 2018年、未門涼実、ステラ・ワトソン、十文字華絵、迅雷騎士団 ハルバード・ドラゴン、少年キョウヤ、かっとびドリル） - 5シリーズ

2015年
- 神様はじめました◎（霧仁の母）
- Classroom☆Crisis（女性キャスター）
- ゴー!ゴー!キッチン戦隊クックルン（イラッキン）
- 少年ハリウッド -HOLLY STAGE FOR 50-（風原沙織）
- 響け!ユーフォニアム（2015年 - 2024年、黄前明子、吹奏楽部員） - 3シリーズ

2016年
- 新あたしンち（国語の先生）

2018年
- Butlers〜千年百年物語〜（輝の母）

2020年
- プランダラ（八百屋のお姉さん）

2021年
- 怪病医ラムネ（クロの母）
- バクテン!!（志田れい）

2025年
- 白豚貴族ですが前世の記憶が生えたのでひよこな弟育てます（アーデルハイド・ロッテンマイヤー）

### 劇場アニメ
1998年
- ビーストウォーズII 超生命体トランスフォーマー ライオコンボイ危機一髪!（ナビちゃん）

2002年
- それいけ!アンパンマン ロールとローラ うきぐも城のひみつ（カラス）

2004年
- フイチンさん（第三タイタイ）

2006年
- 劇場版 NARUTO -ナルト- 大興奮!みかづき島のアニマル騒動だってばよ（カレンバナ）

2009年
- 劇場版 NARUTO -ナルト- 疾風伝 火の意志を継ぐ者（のはらリン）
- 劇場版ペンギンの問題 幸せの青い鳥でごペンなさい（松浦先生）

2011年
- 手塚治虫のブッダ -赤い砂漠よ!美しく-

2012年
- クレヨンしんちゃん 嵐を呼ぶ!オラと宇宙のプリンセス（よしなが先生）
- 虹色ほたる 〜永遠の夏休み〜（セツコの母）

2014年
- クレヨンしんちゃん ガチンコ!逆襲のロボとーちゃん（よしなが先生）

2015年
- クレヨンしんちゃん オラの引越し物語 サボテン大襲撃（よしなが先生）

2016年
- クレヨンしんちゃん 爆睡!ユメミーワールド大突撃（よしなが先生）
- 響け!ユーフォニアム（2016年 - 2019年、黄前明子） - 3作品

2017年
- クレヨンしんちゃん 襲来!!宇宙人シリリ（よしなが先生）
- 劇場版 Fate/stay night [Heaven's Feel] I・III（2017年 - 2020年、セラ） - 2作品

2018年
- クレヨンしんちゃん 爆盛!カンフーボーイズ〜拉麺大乱〜（よしなが先生）

2020年
- クレヨンしんちゃん 激突! ラクガキングダムとほぼ四人の勇者（よしなが先生）

2023年
- しん次元! クレヨンしんちゃん THE MOVIE 超能力大決戦 〜とべとべ手巻き寿司〜（よしなが先生）

2024年
- クレヨンしんちゃん オラたちの恐竜日記（よしなが先生）

### OVA
1997年
- 同窓会 Yesterday Once More（小早川瑞穂）

1998年
- 世紀末リーダー外伝たけし!（佐藤香）

1999年
- タイムレンジャー セザールボーイの冒険 ローマ帝国編

2001年
- ONE 〜輝く季節へ〜（七瀬留美）

2003年
- モエかん THE ANIMATION（メイドA）

2004年
- トップをねらえ2!（アナウンス女）
- Phantom -PHANTOM THE ANIMATION-
- とっとこハム太郎 ハムちゃんずと目指せ! ハムハム金メダル（プリティーちゃん）

2005年
- きらめき☆プロジェクト（テレビアナウンサー）
- ストラトス・フォー アドヴァンス（二宮磨奈）
- 天上天下 ULTIMATE FIGHT（五十鈴絵美）

2006年
- 大魔法峠（象子）

2009年
- 日本昔ばなし・世界名作童話（ときわごぜん、かぐやひめ、ねこ、ナレーション、マッチうりの少女 他）

2011年
- カーニバル・ファンタズム（セラ）

2014年
- Fate/kaleid liner プリズマ☆イリヤ（2014年 - 2019年、セラ） - 原作第4部コミックス第4・6巻オリジナルアニメ付きBD限定版、OVA『プリズマ☆ファンタズム』

### Webアニメ
- ケータイ少女（2007年、リン）
- 衛宮さんちの今日のごはん（2018年、セラ）
- 境界戦機 極鋼ノ装鬼（2023年、ラムダ、ノア）

### ゲーム
2000年
- ウォーロード バトルクライ（カーリ）

2001年
- ディジタル・ホームズ（Hiyu Ibuka Holmes / ヒュー・イブカ・ホームズ）

2003年
- 機甲兵団 J-PHOENIX2（グロリア・ルバトーレ）
- 探偵学園Q 奇翁館の殺意（榎本芽依、漆坂朋佳）
- 遊☆戯☆王デュエルモンスターズ8 破滅の大邪神（孔雀舞）

2004年
- 金色のガッシュベル!! うなれ!友情の電撃2（ワイフ）

2005年
- イリスのアトリエ エターナルマナ2（トレーネ、エーゼリン）
- ケータイ少女（リン）
- THE 地球防衛軍2（リポーター）
- ゾイドフルメタルクラッシュ（ネルケ・ザフィーア、ルーシュ、ルーシェ）
- ONE PIECE グラバト! RUSH（ピーマン）

2006年
- 右脳能力チェックマシーン タッチ・デ・ウノー（イズミ）
- 戦国キャノン
- .hack//G.U.（2006年 - 2007年） - 3作品
- ふぁいなりすと（新藤千紗）

2007年
- Fate/stay night [Realta Nua]（セラ）
- とびだせ!トラぶる花札道中記（セラ）

2009年
- NUGA-CEL!（ラミュウ・ベリアス）
- ボーダーブレイク（フィオナ / D/o-NA）

2010年
- クレヨンしんちゃん おバカ大忍伝 すすめ!カスカベ忍者隊!
- クレヨンしんちゃん ショックガ〜ン!伝説を呼ぶオマケ大ケツ戦!!（よしながせんせい）
- もっとNUGA-CEL!（ラミュウ・ベリアス）

2011年
- クレヨンしんちゃん 宇宙DEアチョー!? 友情のおバカラテ!!

2012年
- 12時の鐘とシンデレラ〜Halloween Wedding〜（ファティマ＝スカーレット）
- 24時の鐘とシンデレラ〜Halloween Wedding〜（ファティマ＝スカーレット）

2013年
- 0時の鐘とシンデレラ〜Halloween Wedding〜（ファティマ＝スカーレット）

2014年
- クレヨンしんちゃん 嵐を呼ぶ カスカベ映画スターズ!（よしなが先生）
- Fate/hollow ataraxia（セラ）

2016年
- アンジュ・ヴィエルジュ〜ガールズバトル〜（コードΣ81ティエラ、イーディン）
- オルタンシア・サーガ -蒼の騎士団-（レア）
- NARUTO -ナルト- 疾風伝 ナルティメットストーム4（のはらリン）
- タイタンフォール2（ノーススター）

2017年
- シャドウ・オブ・ウォー（カルナン）

2018年
- 共闘ことばRPG コトダマン（2018年 - 2019年、パー淑ヴァル、フィオナ）

2021年
- テイルズ オブ アライズ（ココル）

2022年
- 実況パワフルプロ野球（孔雀舞）

2024年
- 金色のガッシュベル!! 永遠の絆の仲間たち（ジェム）

### ドラマCD
2003年
- クロックタワー3（世話係のリンダ）

2004年
- ビューティー・ポップ（リカの母）

2005年
- SAMURAI DEEPER KYO 陰陽殿への扉編 第壱、参巻（2005年 - 2006年、因陀羅）
- ドラマCD ふしぎ遊戯 玄武開伝 三（巫大師）
- HCD フルーツバスケット（女子生徒）

2006年
- LITTLEWITCH ROMANESQUE〜eternus〜（マリエラ・グランバック）

2009年
- リストランテ・パラディーゾ Drama CD Vol.1（オルガ）
- イースI 〜失われし古代王国〜（サラ）
- イースII 〜天空の失楽園〜（サラ）

2010年
- 愛くらいちゃんと（香山）

時期不明
- GP学園生徒会執行部シリーズ（敦賀母）
- SONIC GUM ラジオスペシャル あまえないでよっ!! ラジオCD（ワニブックスWeb通販限定）
- 少年陰陽師（竜鬼）
- 東京アンダーグラウンド（ルリ・サラサ、リッキィ、ピート）

### 吹き替え

#### 映画
- アウト・オブ・タイム
- 赤い珊瑚礁 オープン・ウォーター（ケイト）
- アタック・ナンバーハーフ2 全員集合!
- アトミックミッション
- アドルフの画集
- アナイアレイション -全滅領域-（キャス・シェパード）
- アメリカン・パイ3　ウェディング大作戦
- アメリカン・パイ in バンド合宿
- アラスカ・ケビン 史上最大の犬ぞり大作戦
- アレックス
- イップ・マン 最終章（ジェニー）
- エクスカリバーII 伝説の聖杯（ブリアンナ）
- エブリデイ・イズ・バレンタイン
- エブリバディ・ラブズ・サンシャイン
- エル 女の瞬間（イネス）
- お!バカんす家族（オードリー〈レスリー・マン〉）
- カーサ・エスペランサ 〜赤ちゃんたちの家〜（ブランカ〈アマンダ・アルヴァレス〉）
- 壊滅暴風圏/カテゴリー6
- キスキス,バンバン
- 奇跡のシンフォニー（ホープ〈ジャマイア・シモーヌ・ナッシュ〉）
- 狐怪談
- キング・コング
- ゴースト・バディーズ/小さな5匹の大冒険
- GOAL!（お嬢）
- コンクエスタドール（ツィリ）
- ゴーン・ガール（エレン・アボット〈ミッシー・パイル〉）
- コンスタンティン
- サーティーン あの頃欲しかった愛のこと
- 最'愛'絶叫計画（ベティ）
- サイドウェイ
- サハラに舞う羽根
- サプライズ（ミリョン）
- シー・ノー・イーヴル 肉鉤のいけにえ（キーラ〈サマンサ・ノーブル〉）
- シェフ! 〜三ツ星レストランの舞台裏へようこそ〜（ベアトリス）
- スカイライン -征服-（キャンディス）
- セックス・アンド・ザ・シティ
- セックス・アンド・ザ・シティ2
- セブンソード
- ゾンビスクール!（ルーシー・マコーミック〈アリソン・ピル〉）
- タイタンズを忘れない
- 天国の口、終りの楽園。（セシリア・ウエルタ〈マリア・アウラ〉）
- BIOHAZARD デス・プラント（アリ）
- バットマン ビギンズ
- ブラザーズ・グリム（グレーテル）
- BULLY ブリー（クローディア）
- プールサイド・デイズ（ジョアン〈アマンダ・ピート〉）
- ブレードランナー 2049（ジョイ日本語広告[42]）
- プロムナイト（ドナ・ケッペル）
- モナリザ・スマイル ※スター・チャンネル版
- リターン・トゥ・ベース（ユジン）
- ルックアウト/見張り（ラヴリー・レモンズ）
- レイン（フォン）
- ロード・トリップ パパは誰にも止められない!（トレイ）
- ロスト・キッズ（レッジ〈ブレンダ・ソング〉）
- ワイルドシングス3（ジェニー）

#### テレビドラマ
- コールドケース6（ビエダード）
- コールドケース7 ザ・ファイナル（アナ）
- 殺人を無罪にする方法（シャロン・レミニ〈エイミー・ピエッツ〉[43]）
- 神鵰侠侶（小龍女〈劉亦菲〉）
- 24 -TWENTY FOUR-（カーラ）
- NIKITA / ニキータ（リーラ）
- バフィー 〜恋する十字架〜（ドーン・サマーズ〈ミシェル・トラクテンバーグ〉）
- プライベート・プラクティス4
- プライベート・プラクティス5（ジョディ）
- マット・ルブランの元気か〜い?ハリウッド!（キャロル・ランス）
- マルコ・ポーロ/東方見聞録（テムルン、ケンサイ）
- リゾーリ&アイルズ ヒロインたちの捜査線（コートニー・ブラウン）
- 私はラブ・リーガル（ステイシー・バレット〈エイプリル・ボールビー〉）

#### アニメ
- インベーダー・ジム（ギャズ）
- キック ザ・びっくりボーイ
- ケアベア　なかよしベアと星の国
- ケアベア プレゼント祭り
- ジミー・ニュートロン 僕は天才発明家!（ブリトニー）
- チェブラーシカ（ガーリャ） クロックワークス版
- ベビー・ルーニー・テューンズ（ベビー・メリッサ）
- ヘラクレス（ヘレン[44]）

### デジタルコミック
- レンアイ至上主義（2003年、永倉世莉） - 『少女コミック』2003年7 - 9号 応募者全員サービス、コミック5巻 特別版付録

### テレビドラマ
- 泣かないでママ
- 八重の桜（ナレーション）
- まれ - ニュースキャスター役、第97話に登場

### テレビ番組
- AX情報局（折笠富美子と共に司会担当） - CSスカイパーフェクTV!『アニマックス』月1回放送、2000年3月18日 - 2001年11月3日
- サイエンスZERO - ZEROBO
- 食チャンネル（ナレーション） - サンミュージックプロダクション在籍時のみ
- 時代劇チャンネル（番組宣伝ナレーション）
- 声優ワンダーランド - CSスカイパーフェクTV!『Jドキュメント750』、2001年8月最終週 - 9月第1週放映
- チャリダー★快汗!サイクルクリニック（NHK BS1・ナレーション）
- 天才てれびくんYOU（NHK Eテレ、2017年） - イラッキン 役
- 花桃の里にいらっしゃい（ナレーション） - NHK中国地方ローカル
- 日立 世界・ふしぎ発見!（声の出演）
- Folkcamp.cafe - キッズステーション『アニメぱらだいす』内コーナー、2001年6月26日放送分と2001年8月7日放送分に出演
- 魔法の映画はこうして生まれる〜ジョン・ラセターとディズニー・アニメーション〜（声の出演）

### 映画
- バトル・ロワイアル（ボイス・トレーニング）

### VP
- おいしいカレーをつくろう! はじめてのクッキング（ナレーション） - ハウス食品

### ラジオ
- 鴻上尚史の博愛ラジオ（アシスタント） - 土曜19:00 - 21:00、2000年10月 - 2001年3月の半年限定放送
- あまえないでよっ!!喝!! さくらのお悩み相談室（2006年4月 - 6月）
- ケータイ少女 〜ラジオスピリッツ〜（音泉 2006年11月 - 2007年12月）
- ケータイ少女 〜声の課外授業〜（音泉 2008年1月 - ）

### その他コンテンツ
- 七緒はるひのスナック風ゲーム実況番組ハルピコ!（出演）

## ディスコグラフィ

### 歌手参加楽曲
| 発売日  | 商品名                                  | 歌         | 楽曲               | 備考                                                               |
| 2000年  | 2000年                                  | 2000年     | 2000年             | 2000年                                                             |
| ------- | --------------------------------------- | ---------- | ------------------ | ------------------------------------------------------------------ |
| 6月22日 | recollection MoonLight Remix soundtrack | 寺田はるひ | 「陽のあたる橋」   | ゲーム『Moon Light 〜おもいでのはじまり〜』オープニングテーマ      |
| 6月22日 | recollection MoonLight Remix soundtrack | 寺田はるひ | 「映す 想い 過去」 | ゲーム『Moon Light 〜おもいでのはじまり〜』エンディングテーマ      |
| 7月21日 | élf ANIMATION SONG FILE                 | 寺田はるひ | 「なぜ?」          | OVA『恋姫』エンディングテーマ                                      |
| 7月21日 | élf ANIMATION SONG FILE                 | 寺田はるひ | 「ずき」           | OVA『同級生2 Special 卒業生』エンディングテーマ                    |
| 2001年  |                                         |            |                    |                                                                    |
| 8月10日 | ONE〜輝く季節へ〜 Vocal Mini album      | 寺田はるひ | 「impurity」       | OVA『ONE 〜輝く季節へ〜』風の章エンディングテーマ                  |
| 2003年  |                                         |            |                    |                                                                    |
| 2月14日 | Pink Pineapple ANIMATION SONG FILE      | 寺田はるひ | 「Another Mind」   | OVA『flutter of birds 〜鳥達の羽ばたき〜』第一章エンディングテーマ |

### キャラクターソング
| 発売日  | 商品名                                                                                  | 歌手名義                                     | 楽曲名                               | 備考                                                              |
| 2004年  | 2004年                                                                                  | 2004年                                       | 2004年                               | 2004年                                                            |
| ------- | --------------------------------------------------------------------------------------- | -------------------------------------------- | ------------------------------------ | ----------------------------------------------------------------- |
| 8月25日 | 金色のガッシュベル!!「キャラクターソングシリーズ ガールズサイド」                       | ワイフ (寺田はるひ)                          | 「ワイフの大事なダンナ様」           |                                                                   |
| 2005年  |                                                                                         |                                              |                                      |                                                                   |
| 7月21日 | さんとら夏盤                                                                            | あまえ隊っ!                                  | 「あふれてゆくのはこの気持ち」       | テレビアニメ『あまえないでよっ!!』オープニングテーマ              |
| 11月2日 | はっぴぃ☆くりすます                                                                     | あまえ隊っ!                                  | 「holy holy intro」 「ベリーメリー」 | テレビアニメ『あまえないでよっ!!』関連曲                          |
| 11月2日 | はっぴぃ☆くりすます                                                                     | 為我井さくら（寺田はるひ）                   | 「snow light」                       | テレビアニメ『あまえないでよっ!!』関連曲                          |
| 2006年  |                                                                                         |                                              |                                      |                                                                   |
| 1月25日 | さんとら冬盤                                                                            | あまえ隊っ!                                  | 「あまえないでよっ!!」               | テレビアニメ『あまえないでよっ!!喝!!』オープニングテーマ          |
| 3月15日 | きゃらそんDE喝っ!!                                                                      | あまえ隊っ!                                  | 「さよならは旅立ちの言葉」           | テレビアニメ『あまえないでよっ!!喝!!』関連曲                      |
| 3月15日 | きゃらそんDE喝っ!!                                                                      | 為我井さくら（寺田はるひ）                   | 「heavenly bird」                    | テレビアニメ『あまえないでよっ!!喝!!』関連曲                      |
| 2015年  |                                                                                         |                                              |                                      |                                                                   |
| 1月28日 | Fate/kaleid liner プリズマ☆イリヤ ツヴァイ! キャラクターソング Prisma☆Love Parade vol.3 | セラ（七緒はるひ）、リーゼリット（宮川美保） | 「“MAID” IN HEAVEN」                 | テレビアニメ『Fate/kaleid liner プリズマ☆イリヤ ツヴァイ!』関連曲 |

### その他参加楽曲
| 発売日        | 商品名                                        | 歌         | 楽曲               | 備考                                                           |
| ------------- | --------------------------------------------- | ---------- | ------------------ | -------------------------------------------------------------- |
| 2002年7月24日 | 東京アンダーグラウンド ORIGINAL SOUND TRACK   | 寺田はるひ | 「Moon eyes」      | テレビアニメ『東京アンダーグラウンド』挿入歌                   |
| 2002年9月21日 | 東京アンダーグラウンド ORIGINAL SOUND TRACK 2 | 寺田はるひ | 「Eternal Flower」 | テレビアニメ『東京アンダーグラウンド』最終話エンディングテーマ |